# Ringiovanimento
Il ringiovanimento biologico è un'area scientifica emergente di ricerca e applicazione biomedica che ha come oggetto il ripristino dell'integrità fisiologica di un organismo vivente persa nel tempo, allo scopo di riportarlo in buona salute.
Dato che l'invecchiamento è caratterizzato da una progressiva perdita di integrità fisiologica, che porta ad una compromissione della funzione e ad una maggiore vulnerabilità alla morte, e questo deterioramento è il principale fattore di rischio per le principali patologie umane, tra cui il cancro, il diabete, i disturbi cardiovascolari e le malattie neurodegenerative, l'idea fondamentale è che attraverso l'inversione degli effetti del processo di invecchiamento biologico (senescenza), si potrebbe mantenere una salute ottimale e duratura. 
Questo può anche essere vista come un sottoinsieme della medicina rigenerativa, che ha il potenziale per guarire o sostituire i tessuti e gli organi malfunzionanti per difetti congeniti, malattie, traumi, età.
Il processo di invecchiamento è stato a lungo considerato unidirezionale e inevitabile, ma recentemente questo paradigma è stato messo in discussione da osservazioni empiriche (sia in natura, sia in laboratorio), suggerendo che la senescenza non sia una caratteristica universale della vita, ma che siano possibili diversi tipi di traiettorie di mortalità e fertilità, che comprendono senescenza, senescenza trascurabile e senescenza negativa.
Al momento sono allo studio diverse emergenti strategie di ringiovanimento, tra cui fattori sistemici (del sangue), manipolazioni metaboliche, ablazione di cellule senescenti e riprogrammazione cellulare.

## Contesto storico e culturale
La ricerca dell'eterna giovinezza è vecchia quanto l'umanità stessa e vari miti raccontano le storie della ricerca del ringiovanimento.
Si credeva che la magia o l'intervento di un potere soprannaturale potesse riportare in vita i giovani e molti mitici avventurieri partirono per un viaggio per farlo, per se stessi, per i loro parenti o per qualche autorità che li aveva inviati. Un antico imperatore cinese ha effettivamente inviato navi di giovani uomini e donne per trovare una perla che lo avrebbe ringiovanito. Questo ha portato ad un mito tra i cinesi moderni che il Giappone sia stato fondato da queste persone. In alcune religioni, la gente doveva essere ringiovanita dopo la morte prima di andare in cielo. L'esploratore spagnolo Juan Ponce de León condusse una spedizione intorno alle isole caraibiche e in Florida per trovare la Fontana della Gioventù. Guidata dalle voci, la spedizione continuò la ricerca e molti morirono. La Fontana non si trovava da nessuna parte perché la gente del posto non era a conoscenza della sua esatta posizione. Fin dalla nascita della filosofia, i saggi e i maghi autoproclamatosi stregoni hanno sempre fatto enormi sforzi per trovare il segreto della gioventù, sia per se stessi che per i loro nobili mecenati e sponsor. Era opinione diffusa che alcune pozioni potessero restaurare la gioventù. Un altro approccio comunemente citato è stato il tentativo di trasferire l'essenza della gioventù dai giovani agli anziani. Alcuni esempi di questo approccio sono stati dormire con le vergini o i bambini (a volte letteralmente dormendo, non necessariamente facendo sesso), facendo il bagno o bevendo il loro sangue.
La ricerca del ringiovanimento ha raggiunto il suo apice con l'alchimia. In tutta Europa, e anche oltre, gli alchimisti erano alla ricerca della Pietra Filosofale, la mitica sostanza che, come si credeva, non solo poteva trasformare il piombo in oro, ma anche prolungare la vita e ripristinare la giovinezza. Anche se l'obiettivo prefissato non è stato raggiunto, l'alchimia ha aperto la strada al metodo scientifico e quindi ai progressi della medicina di oggi.
Nella finzione, c'è una quantità crescente di lavoro sulle possibilità di trattamenti di ringiovanimento e sugli effetti che questo avrebbe sulla società. La Saga del Commonwealth di Peter F. Hamilton è uno degli esempi più noti di questo, che si occupa degli effetti a breve e a lungo termine di un cambio di corpo quasi perfetto, da 80 anni a 20 anni, con la mente intatta.

## Sviluppi moderni
L'invecchiamento è caratterizzato da un accumulo di danni a macromolecole, cellule, tessuti e organi. Se uno qualsiasi di questi danni viene riparato e il risultato produce un ripristino di funzionalità propria di uno stato più giovanile, si può parlare di ringiovanimento.
La stragrande maggioranza degli esperimenti sono stati condotti sui modelli animali, ma di recente sono stati ottenuti risultati significativi anche sull'uomo.
La rimozione di cellule senescenti è considerata una strategia di ringiovanimento, dato che può ripristinare l'omeostasi tissutale in risposta all'invecchiamento. Unity Biotechnology è una start-up biotecnologica che sviluppa farmaci per l'eliminazione di cellule senescenti, in generale chiamati farmaci senolitici, ed ha iniziato i primi trial sull'uomo nel 2018, annunciandone i risultati preliminari nel 2019.
Poiché l'accorciamento dei telomeri conduce alla senescenza cellulare, un esperimento del 2010 è stato condotto su topi geneticamente manipolati in modo da avere un interruttore sul gene dell'enzima telomerasi, così da poterlo attivare/disattivare a comando. Nella prima fase dell'esperimento il gene è stato disattivato causando un invecchiamento precoce, dato che senza telomerasi i telomeri si accorciano molto prima e le cellule perdono la capacità di dividersi e quindi di rinnovare e riparare i tessuti. La riattivazione del gene ha portato a un'inversione senza precedenti del declino correlato all'età nel sistema nervoso centrale e in altri organi vitali, facendo concludere ai ricercatori che è giustificata l'esplorazione di strategie di ringiovanimento attraverso la telomerasi per le patologie correlate all'età. Fermo restando che la funzionalità dei telomeri è solo uno dei fattori che determinano l'invecchiamento.
Alcuni metodi sperimentali come la sostituzione degli ormoni a livelli giovanili hanno avuto un notevole successo nel ringiovanire parzialmente gli animali da laboratorio e gli esseri umani.
Ci sono almeno otto ormoni importanti che diminuiscono con l'età: 1. l'ormone della crescita umana (HGH); 2. gli ormoni sessuali: testosterone o estrogeno/progesterone; 3. l'eritropoietina (EPO); 4. l'insulina; 5. DHEA; 6. melatonina; 7. tiroide; 8. pregnenolone. In teoria, se tutti o alcuni di questi ormoni vengono sostituiti, il corpo risponderà ad essi come ha fatto quando era più giovane, riparando e ripristinando così molte funzioni corporee. In linea con questo, recenti esperimenti dimostrano che la parabiosi eterocronica, cioè il collegamento dei sistemi circolatori di giovani e vecchi animali, porta al ringiovanimento del vecchio animale, compreso il ripristino della corretta funzione delle cellule staminali.
Esperimenti simili dimostrano che l'innesto di muscoli vecchi in ospiti giovani porta al loro completo ripristino, mentre l'innesto di muscoli giovani in ospiti vecchi non lo fa. Questi esperimenti dimostrano che l'invecchiamento è mediato dall'ambiente sistemico, piuttosto che essere una proprietà intrinseca delle cellule.
La maggior parte dei tentativi di riparazione genetica hanno tradizionalmente comportato l'uso di un retrovirus per inserire un nuovo gene in una posizione casuale su un cromosoma. Ma collegando le dita di zinco (che determinano dove i fattori di trascrizione si legano) alle endonucleasi (che rompono i filamenti di DNA), la ricombinazione omologa può essere indotta a correggere e sostituire sequenze di DNA difettose (o indesiderate). Le prime applicazioni di questa tecnologia consistono nell'isolare le cellule staminali dal midollo osseo di pazienti con mutazioni del sangue, nel correggere tali mutazioni in piatti di laboratorio utilizzando endonucleasi delle dita di zinco e nel trapiantare le cellule staminali nei pazienti.
La medicina rigenerativa delle cellule staminali utilizza tre diverse strategie:
- Impianto di cellule staminali da coltura in una struttura tissutale esistente
- Impianto di cellule staminali in un'impalcatura tissutale che guida il restauro
- Induzione di cellule residue di una struttura tissutale per rigenerare la parte del corpo necessaria.

Il concorso scientifico Mprize è in corso per portare avanti la missione di prolungare una vita umana sana. Accelera direttamente lo sviluppo di nuove e rivoluzionarie terapie per l'allungamento della vita, assegnando due premi in denaro: uno al team di ricerca che riesce a battere il record mondiale per il topo più longevo di sempre, e uno al team che sviluppa il ringiovanimento tardivo di maggior successo. L'attuale vincitore del premio per il ringiovanimento è Steven Spindler. La restrizione calorica (CR), il consumo di meno calorie evitando la malnutrizione, è stato applicato come metodo robusto per rallentare l'invecchiamento e lo sviluppo di malattie legate all'età.
InSilico Medicine utilizza algoritmi di machine learning per la drug discovery di farmaci anti-invecchiamento. Nel 2019 è riuscita a ottenere da zero una molecola che inibisce potentemente un recettore (chinasi DDR1) implicato nella fibrosi e altre malattie in soli 46 giorni rispetto agli anni necessari coi metodi tradizionali, costituendo una svolta nel design dei farmaci, e rendendo il codice del modello di machine learning utilizzato (GENTRL) liberamente disponibile su GitHub.